# Борисоглебский, Василий Петрович
Василий Петрович Борисоглебский (1849—1911/1912) — протоиерей Русской православной церкви, ректор Воронежской духовной семинарии.

## Биография
Родился 22 января (3 февраля) 1849 года в селе Зиновьево Покровского уезда Владимирской губернии в семье священника.
Окончил Владимирское духовное училище (1864) и Владимирскую духовную семинарию (1870). Высшее образование получил в Московской духовной академии, из которой был выпущен 11 июня 1874 года со степенью кандидата богословия «с правом при соискании степени магистра не держать нового устного экзамена и утверждён в этой степени митрополитом Московским и Коломенским Иннокентием». Был определён преподавателем латинского языка Волынской духовной семинарии, а спустя год, 3 июня 1875 года, переведён в Воронежскую духовную семинарию, где преподавал латинский язык в течение 12 лет.
С 24 января 1879 года — законоучитель Воронежской мужской гимназии. 15 июля 1879 года женился на дочери протоиерея воронежского Богоявленского храма Евграфа Дмитриевича Петрова, Александре Евграфовне; 8 сентября того же года рукоположен в сан диакона, а 9 сентября — во священника к Никольской церкви при гимназии.
С 26 января 1883 года стал членом Распорядительного собрания правления семинарии. С 24 марта того же года по 8 марта 1904 года состоял членом Воронежского уездного училищного совета.
20 апреля 1887 года был назначен инспектором Воронежской духовной семинарии, с оставлением должности законоучителя в гимназии; 14 мая 1898 года был возведён в сан протоиерея.
С 20 июля 1900 года в течение 7 лет занимал должность ректора Воронежской духовной семинарии; был редактором неофициального отдела «Воронежских епархиальных ведомостей». По прошению, 18 июля 1907 года был уволен от духовно-учебной службы и 8 августа 1907 года уехал в Харьков, где был назначен настоятелем Благовещенского храма и утверждён в должности сверхштатного члена Харьковской духовной консистории; состоял законоучителем частных женских гимназий Григорцевич и Шиловой.
В марте 1910 года произошёл первый апоплексический удар и по окончании учебного года он отказался от преподавания в женских гимназиях и выехал на лечение в Германию (Наугейм); 20 февраля 1911 года произошёл второй удар и была парализована вся правая часть тела; через месяц он был уволен от членства в духовной консистории, а 1 июля 1911 года — от должности настоятеля Благовещенского храма. Делал попытки служить литургию, пока 9 декабря не случился третий удар.
Скончался 30 декабря 1911 года (12 января 1912) от паралича. Похоронен на Чугуновском кладбище в Воронеже.
В числе церковных наград: скуфья (1881), камилавка (1884), наперсный крест (1890). Светские награды: орден Св. Анны 2-й степени (1902), орден Св. Владимира 4-й степени (1904) и 3-й степени (1908).
Известно о рождении у него трёх сыновей — Владимира, Сергея и Митрофана.